# Рос (окръг, Охайо)
Вижте пояснителната страница за други значения на Рос.
Окръг Рос (на английски: Ross County) е окръг в щата Охайо, Съединени американски щати. Площта му е 1795 km², а населението - 73 345 души (2000). Административен център е град Чилъкоди.